# (5918) 1991 NV3
Az (5918) 1991 NV3 a Naprendszer kisbolygóövében található aszteroida. Henri Debehogne fedezte fel 1991. július 6-án.